# Andy Miele
Andrew J. „Andy“ Miele (* 15. April 1988 in Grosse Pointe Woods, Michigan) ist ein US-amerikanischer Eishockeyspieler, der seit Juli 2025 bei den Fischtown Pinguins Bremerhaven aus der Deutschen Eishockey Liga (DEL) unter Vertrag steht und dort auf der Position des Centers spielt. Zuvor absolvierte Miele unter anderem über 500 Partien in der American Hockey League (AHL) und verbrachte drei Spielzeiten in der Kontinentalen Hockey-Liga (KHL).

## Karriere
Andy Miele begann seine Karriere in den Jugendligen Detroits im Alter von sieben Jahren und spielte trotz seiner geringen Körpergröße in seiner Jugend auch Basketball. Zwischen 2005 und 2008 spielte er für die Cedar Rapids RoughRiders und die Chicago Steel aus der United States Hockey League (USHL). Obwohl er nur 74 Spiele für Chicago bestritt, stellte Miele mit 43 Treffern einen Mannschaftsrekord für die meisten Tore in der Karriere auf.
Im Herbst 2007 nahm Miele sein Studium an der Miami University im Bundesstaat Ohio auf, spielte aber zunächst weiterhin in der USHL. Erst im Laufe der Saison 2007/08 wechselte er in die Eishockeymannschaft der Universität, die RedHawks, und absolvierte in seiner Debütsaison somit nur 18 Spiele. In den folgenden Jahren schloss der Center die Saison jeweils unter den drei punktbesten Spielern seiner Mannschaft ab und stand 2010/11 mit 71 Punkten aus 39 Spielen an der Spitze der NCAA-Scorerwertung. Dabei führte er seine Mannschaft zum ersten Titelgewinn in der Central Collegiate Hockey Association (CCHA) und wurde als wertvollster Spieler des Entscheidungsturniers ausgezeichnet. Schließlich erhielt er den Hobey Baker Memorial Award 2011 als bester College-Eishockeyspieler des Landes.

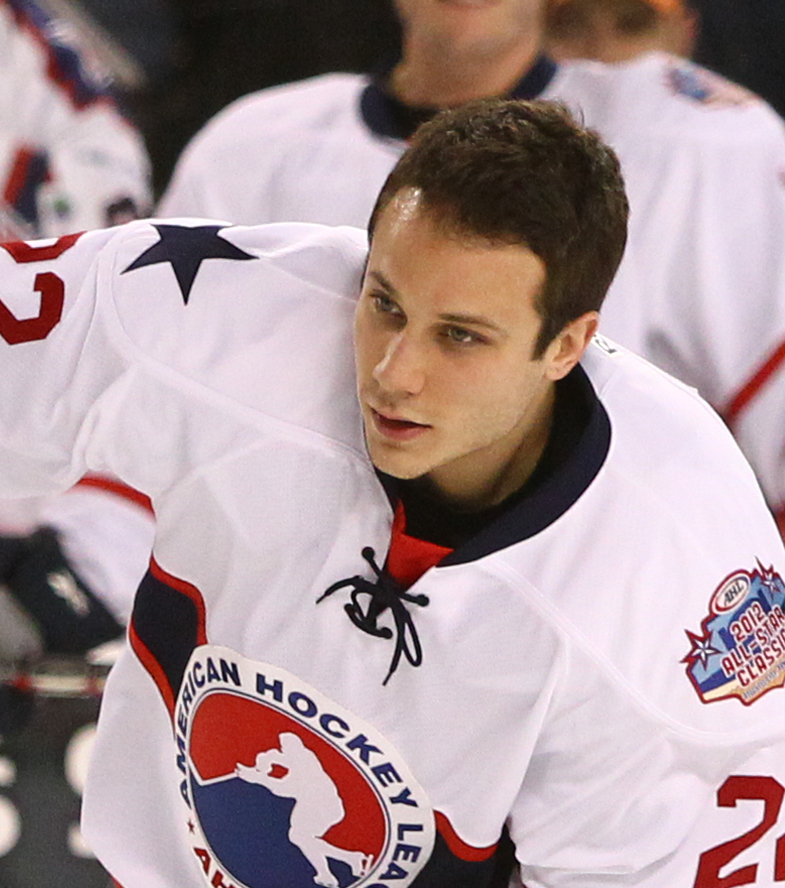
Miele beim AHL All-Star Classic (2012)

Nachdem Andy Miele im NHL Entry Draft von keinem Team der National Hockey League (NHL) ausgewählt worden war, schloss er sich im April 2011 als Free Agent den Phoenix Coyotes an. Dort erhielt er einen Einstiegsvertrag über zwei Jahre. Seine Rookiesaison verbrachte er überwiegend beim Farmteam der Coyotes, den Portland Pirates, in der American Hockey League (AHL). Dort schloss er die Spielzeit als bester Scorer seiner Mannschaft ab und wurde zum Rookie des Monats November gewählt. Zudem erhielt er eine Einladung zum AHL All-Star Classic. Zudem gab der Center zum Saisonauftakt sein NHL-Debüt für die Coyotes und kam auf sieben Einsätze. In den folgenden beiden Spielzeiten war Miele ebenfalls Topscorer der Pirates und war 2014 erstmals Teil eines AHL All-Star Teams.
Im Juli 2014 entschied sich der Center als Free Agent für einen Wechsel zu den Detroit Red Wings aus seinem Heimatstaat Michigan. Er kam allerdings zunächst nur für die Grand Rapids Griffins in der AHL zum Einsatz, wo er sich in seiner ersten Saison ebenfalls als bester Scorer etablierte und mit dem Team bis in die vorletzte Runde der Play-offs gelangte. Nach zwei Jahren ohne NHL-Einsatz wurde sein Vertrag nicht verlängert, sodass er sich im Juli 2016 als Free Agent den Philadelphia Flyers anschloss. Auch die Flyers setzten den Angreifer ausschließlich in der AHL ein, sodass sich Miele im Mai 2017 zu einem Wechsel nach Europa entschloss und einen Vertrag bei den Malmö Redhawks aus der Svenska Hockeyligan (SHL) unterschrieb. Im Februar 2018 wechselte er innerhalb der Liga zu den Växjö Lakers, bevor er die gesamte Spielzeit 2018/19 für Torpedo Nischni Nowgorod in der Kontinentalen Hockey-Liga (KHL) auflief.
Nach zwei Jahren in Europa gelang Miele die Rückkehr in die NHL, indem er im Juli 2019 einen Zweijahresvertrag bei den Arizona Coyotes unterzeichnete. Nachdem er dort allerdings die gesamte Saison 2019/20 beim Farmteam Tucson Roadrunners in der AHL verbracht hatte, kehrte er bereits nach einem Jahr im Juli 2020 zu Torpedo in die KHL zurück. Dort spielte der US-Amerikaner bis Ende Februar 2022, ehe er den Klub infolge des russischen Überfalls auf die Ukraine umgehend verließ und sich dem Lausanne HC aus der Schweizer National League (NL) anschloss. Dort beendete der US-Amerikaner die Spielzeit und wechselte im Juni desselben Jahres zum HV71 in die Svenska Hockeyligan. Nach einem weiteren Spieljahr in Schweden wechselte er zur Saison 2023/24 zu den Grizzlys Wolfsburg in die Deutsche Eishockey Liga (DEL) und war dort zwei Jahre aktiv. Innerhalb der DEL zog es Miele im Sommer 2025 zu den Fischtown Pinguins Bremerhaven.

### International
Andy Miele kam erstmals bei der Weltmeisterschaft 2011 für die USA zum Einsatz, wo er neben Chris Kreider und Craig Smith einer von drei College-Spielern im Team war. Er kam im Verlauf des Turniers in zwei Spielen zum Einsatz und verzeichnete zwei Torvorlagen. Für die Weltmeisterschaft 2014 wurde er erneut in den Kader der US-Nationalmannschaft berufen und absolvierte vier Partien. Acht Jahre später nahm er mit den US-Amerikanern an den Olympischen Winterspielen 2022 in der chinesischen Hauptstadt Peking teil.

## Erfolge und Auszeichnungen
| - 2010 CCHA Second All-Star Team - 2011 Mason-Cup-Gewinn mit der Miami University - 2011 CCHA First All-Star Team - 2011 NCAA West First All-American Team - 2011 CCHA Player of the Year | - 2011 Hobey Baker Memorial Award - 2012 Teilnahme am AHL All-Star Classic - 2014 AHL Second All-Star Team - 2015 AHL First All-Star Team - 2018 Schwedischer Meister mit den Växjö Lakers |

## Karrierestatistik
Stand: Ende der Saison 2024/25

### International
Vertrat die USA bei:
- Weltmeisterschaft 2011
- Weltmeisterschaft 2014
- Olympischen Winterspielen 2022

(Legende zur Spielerstatistik: Sp oder GP = absolvierte Spiele; T oder G = erzielte Tore; V oder A = erzielte Assists; Pkt oder Pts = erzielte Scorerpunkte; SM oder PIM = erhaltene Strafminuten; +/− = Plus/Minus-Bilanz; PP = erzielte Überzahltore; SH = erzielte Unterzahltore; GW = erzielte Siegtore; 1 Play-downs/Relegation; Kursiv: Statistik nicht vollständig)